# Сердюк В'ячеслав Олександрович
В'ячеслав Олександрович Сердюк (* 28 січня 1985, Шостка, Сумська область) — український футболіст, захисник.

## Біографія
Вихованець ДЮСШ рідної Шостки та київського РУФК. З 2004 року — у дніпропетровському «Дніпрі», де спочатку виступає у дублюючому складі команди, а 12 березня 2006 року дебютує у складі основної команди у грі вищої ліги чемпіонату України проти ужгородського «Закарпаття» (перемога 4:0). Того ж року викликався до лав молодіжної збірної України, однак жодного разу у її складі в офіційних матчах на поле не виходив.

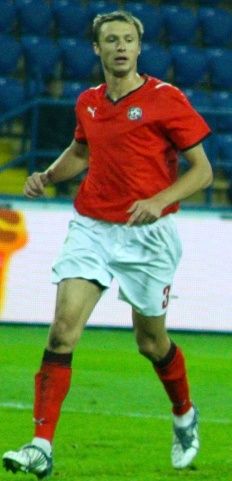
В'ячеслав Сердюк під час виступів за «Кривбас». 3 жовтня 2009 року

Не пробившись до основного складу «Дніпра», сезон 2007—2008 Сердюк провів в оренді в першоліговому «Нафтовику-Укрнафта» з Охтирки, а наступні півроку — в криворізькому «Кривбасі».
На початку 2009 року повернувся в «Дніпро», за яке відіграв ще вісім матчів в чемпіонаті, однак, не зміг виграти конкуренцію в команді і за півроку знову був відправлений в оренду у Кривий Ріг. На початку 2010 року «Кривбас» викупив трансфер гравця.
Влітку 2013 року «Кривбас» було розформовано і Сердюк на правах вільного агента перейшов в київський «Арсенал», але вже восени того ж року «каноніри» також знялись з чемпіонату.
На початку 2014 року на правах вільного агента перейшов у білоруський «Гомель».